# Bouko
Bouko est une localité du nord-est de la Côte d'Ivoire, et appartenant au département de Bouna, Région du Zanzan. La localité de Bouko est un chef-lieu de commune.